# Sieben Werkzeuge der Qualität
Die Sieben Werkzeuge der Qualität (engl. Seven Tools of Quality, auch Q7) sind eine Sammlung von Methoden der Qualitätssicherung, die erstmals von Ishikawa Kaoru um 1943 zusammengestellt wurden.
Hierbei werden eine Reihe von quantitativen Methoden und Instrumenten zur Ermittlung von Problemen und deren Lösungsmöglichkeiten zur kontinuierlichen Verbesserung in Bereichen wie der Fertigung eingesetzt. Die Großzahl von Qualitätsproblemen kann durch die Verwendung von sieben grundlegenden quantitativen Instrumenten, die bekannt sind als die traditionellen „Sieben Werkzeuge der Qualität“ gelöst werden. Diese sind:
- Prüfblatt bzw. Strichliste
- Histogramm
- Pareto-Diagramm
- Ishikawa- oder Fishbone-Diagramm
- Korrelations- oder Streudiagramm
- (Qualitäts)Regelkarte
- Programmablaufplan bzw. Ablaufdiagramm

In Summe sind diese Werkzeuge geeignet, um Meinungen von Fakten zu trennen und diese Fakten anschließend zu analysieren. Als Ergebnisse dieser Analyse steht eine Interpretation und möglichst die Einleitung von Maßnahmen zur Problembeseitigung. Die Q7 sind weit verbreitet und werden in den meisten Organisationen von den Qualitätsabteilungen eingesetzt. Eine Reihe von Erweiterungen und Verbesserungen wurden vorgeschlagen und angenommen. So gibt es auch die „Seven Management and Planning Tools“.